# Jesse Hibbs
Jesse John Hibbs (Normal, Illinois, 11 de janeiro de 1906 — Ojai, Califórnia, 4 de fevereiro de 1985) foi um diretor de cinema e TV estadunidense.

## Carreira
Jesse Hibbs começou como assistente de diretor e dirigiu seu primeiro filme já próximo dos 50 anos de idade. Em 1958 mudou-se definitivamente para a televisão, onde dirigiu episódios de séries como Perry Mason, Laramie, Bonanza, The FBI, Rawhide, Gunsmoke, O Fugitivo etc. Aposentou-se em 1967.
Hibbs dirigiu apenas onze longa-metragens, seis deles com Audie Murphy, inclusive o maior sucesso comercial deste, o autobiográfico Terrível como o Inferno (To Hell and Back, 1955). Com Murphy, aliás, faria seus filmes mais apreciados: Traição Cruel (Ride Clear of Diablo, 1954), Honra de Selvagens (Walk the Proud Land, 1956) e Na Rota dos Proscritos (Ride a Crooked Trail, 1958).

## Filmografia
Todos os títulos em português referem-se a exibições no Brasil.
- 1953 The World's Most Beautiful Girl (curta-metragem)
- 1953 Alma Invencível (The All American)
- 1954 Traição Cruel (Ride Clear of Diablo)
- 1954 Senda de Sangue (Rails into Laramie)
- 1954 Belo e Indomável (Black Horse Canyon)
- 1954 O Morro da Traição (The Yellow Mountain)
- 1955 Terrível como o Inferno (To Hell and Back)
- 1955 Rastros da Corrupção (The Spoilers)
- 1956 Um Mundo Entre Cordas (World in My Corner)
- 1956 Honra de Selvagens (Walk the Proud Land)
- 1957 A Rosa do Oriente (Joe Butterfly)
- 1958 Na Rota dos Proscritos (Ride a Crooked Trail)